# Устински водопад
Устински водопад е водопад близо до село Устина в Родопите.
Водопадът е интересна природна забележителност в северните склонове на Родопите, по средата между Кричим и Перущица.
Водата пада от височина 15 метра по скатовете на скален венец.
До водопада има екопътека и параклис „Свети Георги“.